# کاترین موشه
کاترین موشه (فرانسوی: Catherine Mouchet‎؛ زادهٔ ۲۱ اوت ۱۹۵۹) یک هنرپیشه اهل فرانسه است. 
از فیلم‌ها یا برنامه‌های تلویزیونی که وی در آنها نقش داشته‌است می‌توان به اواخر اوت، اوایل سپتامبر و راهب اشاره کرد.